# 税所敦朝
税所 敦朝（さいしょ あつとも、永禄12年（1569年） - 慶長13年11月17日（1608年12月24日））は、平佐（現在の鹿児島県薩摩川内市平佐町）領主北郷三久の家臣。通称は七右衛門。レオ税所七右衛門。薩摩国初の殉教者。

## 経歴
永禄12年（1569年）、日向国都城生まれ。慶長元年（1596年）、主君である北郷三久の転封に従って平佐へ移住。そこで、パウロ吉右衛門からキリスト教のことを聞き、京泊教会へ行き、1608年7月22日に洗礼を受けレオと名乗る。後に、次男の敦吉も受洗しミカエルと名乗る。当時すでに、北郷氏はキリスト教を禁止していたので、三久はレオに死刑を宣告した。親戚や友人は3日間にわたり棄教を勧めたが、レオはこれを拒否し十字架にかけられることを希望した。結局、十字架ではなく、屋敷前の十字路で斬首され、遺体は京泊教会に埋葬された。翌年、薩摩に宣教師退去命令が出され教会も解体された。レオの遺骨は長崎へ移され、さらにマニラに渡ったが、慶安2年（1649年）の地震により失われた。

## 列福
2007年、教皇ベネディクト16世がペトロ岐部と187殉教者の列福を承認し、税所敦朝は福者となった。